# Mæthæmoglobin
Hæmoglobin omdannet af nitrit til mæthæmoglobin, som modsat hæmoglobin ikke er i stand til at transportere ilt rundt i kroppen. Ved spædbørn kan dette fremkalde fænomenet "blå børn".
| Lægevidenskab | Spire Denne artikel om lægevidenskab er en spire som bør udbygges. Du er velkommen til at hjælpe Wikipedia ved at udvide den. |